# Gare de Saint-Jean-de-Braye
La gare de Saint-Jean-de-Braye est une gare ferroviaire française de la ligne d'Orléans à Gien, située sur le territoire de la commune de Saint-Jean-de-Braye, dans le département du Loiret, en région Centre-Val de Loire.

## Situation ferroviaire
Elle est située au point kilométrique 127,429 de la ligne d'Orléans à Gien. Son altitude est de 111 m.

## Cinéma
La gare a été, en 2009, le lieu de tournage de plusieurs scènes du film Elle s'appelait Sarah de Gilles Paquet-Brenner.

## Service voyageurs

### Intermodalité
La gare est desservie par la ligne B du tramway d'Orléans à la station Clos du Hameau tout comme les lignes de bus 2, 8, 12, 15 et 57. Le service TER-Bus n'est pas accessible jusqu’à cet arrêt.

### Projet de réouverture
Depuis 1993, plusieurs projets de réouverture de la ligne Orléans - Châteauneuf-sur-Loire aux voyageurs sont étudiés,.